# Bertil Alexanderson
Bertil Alexanderson, född 29 oktober 1912 i Stockholm, död 25 maj 1991 i Oscars församling i Stockholm, var en svensk jurist.
Bertil Alexanderson avlade juris kandidatexamen vid Stockholms högskola 1935, genomförde tingstjänstgöring 1936–1938 och studerade därefter i Frankrike och England 1939. Han utnämndes till fiskal i Svea hovrätt 1940, blev assessor 1948 och hovrättsråd 1957. Alexanderson var tillförordnad sekreterare i Arbetsdomstolen 1944–1946 och sekreterare i Statens nämnd för arbetstagares uppfinningar 1950–1956. Han hade lagstiftningsuppdrag inom Justitiedepartementet 1949–1951. Han var ledamot av Lagberedningen 1951–1960 och arbetade bland annat med den nya jordabalken. Alexanderson var justitieråd i Högsta domstolen 1960–1979. Han var ordförande på avdelning i Högsta domstolen 1977–1979 och tjänstgjorde som ledamot i Lagrådet 1967–1969 och 1971–1973. Bertil Alexanderson är begravd på Skogskyrkogården i Stockholm.